# Saab 37 Viggen

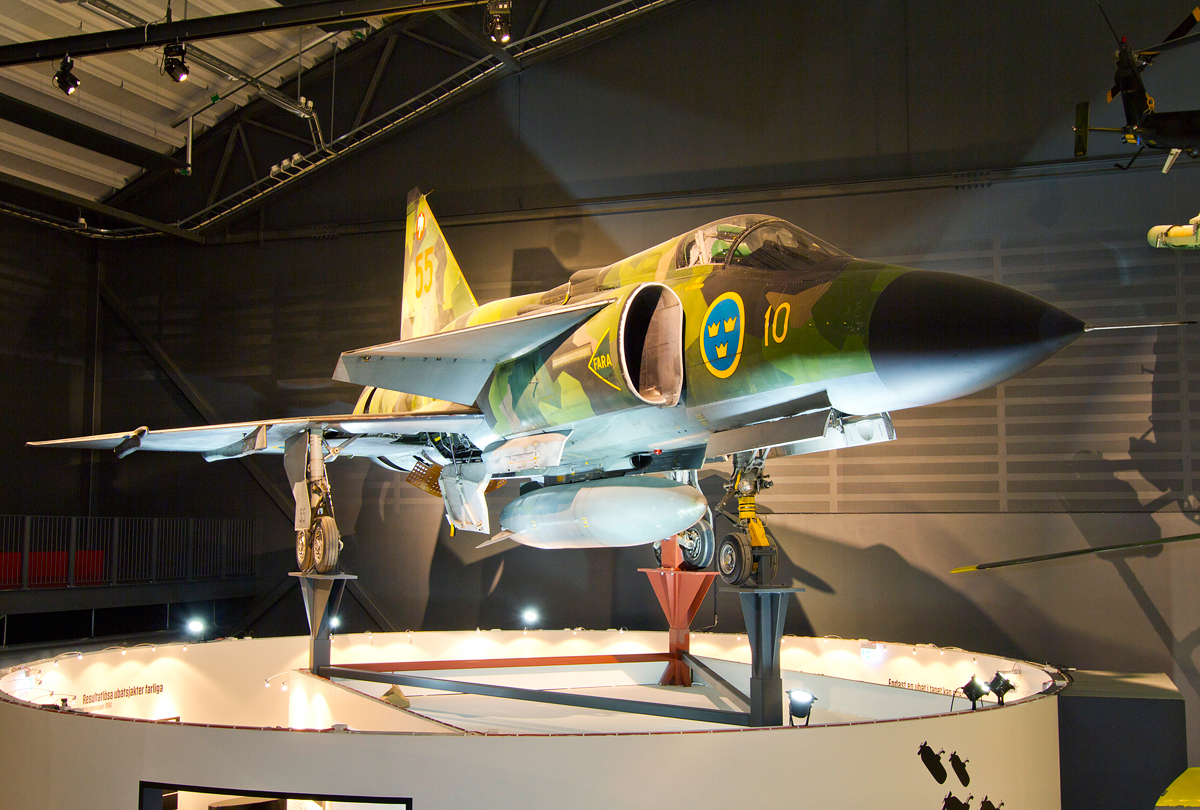

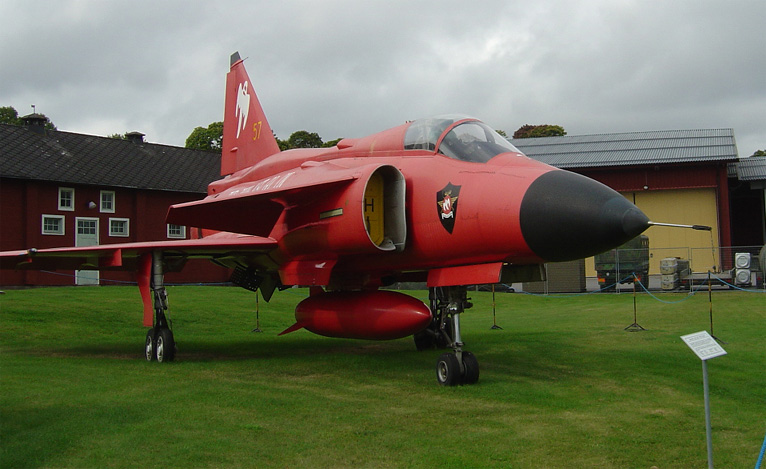

Сааб 37 «Вигген» (швед. Saab 37 Viggen, viggen — удар молнии) — шведский многоцелевой истребитель третьего поколения. Разработан компанией SAAB в 1960-е годы для замены истребителя Saab 35 Draken. В 1971 году принят на вооружение ВВС Швеции, где использовался до 2005 года. Первый в мире серийный военный реактивный самолёт с передним горизонтальным оперением (аэродинамическая схема биплан-тандем — «утка» с близкорасположенным передним крылом — схема, в которой основное крыло расположено в зоне скоса потока от переднего горизонтального оперения (ПГО)).

## Тактико-технические характеристики
- Модификация: AJ.37
- Размах крыла, м: 10.60
- Длина самолёта, м: 16.40
- Высота самолёта, м: 5.90
- Площадь крыла, м2: 52.20
- Масса, кг
- пустого: 9000
- нормальная взлетная: 15480
- максимальная взлетная: 20450
- внутреннего топлива: 4750
- Тип двигателя: 1 ТРДД Volvo Flygmotor RM-8A
- Тяга, кН
- нефорсированная: 1 х 65.70
- форсированная: 1 х 115.52
- Максимальная скорость, км/ч:
- у земли: 1350 (М=1,1)
- на высоте: 2195 (М=2,1)
- Перегоночная дальность, км: 3000
- Практическая дальность, км
- на оптимальной высоте: 2150
- у земли: 930
- Боевой радиус действия, км: 500—1000
- Скороподъёмность у земли, м/с: 192
- Практический потолок, м: 15500
- Макс. эксплуатационная перегрузка: 7.5
- Экипаж, чел: 1
- Вооружение: Нет встроенного пушечного вооружения
- Боевая нагрузка: 5000 кг на 7 подвесках
- На центральной подвеске:
- Контейнер с двумя или одной 30-мм пушкой М/55 (Aden)
- На 2 подфюзеляжных: 2 ПУ 6х135 НУР Bofors
- На 2 внутренних подкрылевых: 2 ПУ 6х135 НУР Bofors или 2 ПКР Rb.04E (Rbs.15)или 2 УР воздух-поверхность Rb.05 (Rb.75)
- На 2 внешних подкрылевых: до 16 лёгких бомб

## Модификации
- AJ 37 — первая серийная модификация. Ударный самолёт с возможностью применения в качестве истребителя. Выпущено 108 шт. (серийные номера 37001-37108).
- AJS 37 — модернизация AJ 37. Модернизировано 49 самолётов, которые находились на вооружении до марта 2000 года.
- Sk 37 — учебно-тренировочный самолёт. Конструктивно отличается от AJ-37 наличием кабины инструктора, оборудованной на месте убранного переднего топливного бака, и составом бортового оборудования.
- SK 37E — постановщик помех, модернизированный Sk 37. Модернизированно 19 машин.
- SH 37 — всепогодный разведывательный самолёт, предназначенный для ведения разведки над морем. От AJ-37 отличается носовой частью и составом бортового оборудования. С 1975 по 1979 гг. построено 27 самолётов (серийные номера 37900-37927).
- AJSH 37 — Модернизация 25-ти SH 37, проведена в период с 1993 по 1997 гг.
- SF 37 — всепогодный фоторазведчик. От AJ-37 отличается носовой частью и составом бортового оборудования. Построено 28 самолётов (серийные номера 37950-37977).
- AJSF 37 — Модернизация 25-ти SF 37, проведена в период с 1993 по 1997 гг.
- JA 37 —  истребитель-перехватчик с встроенной 30мм пушкой Akan m/75.

## Состоял на вооружении
Швеция

## Авиасимуляторы
На Виггене можно «полетать» в авиасимуляторе Jane’s Fighters Anthology. Детально смоделированная физическая модель и оборудование кабины самолёта реализованы в авиасимуляторе DCS World. Ссылка на страничку

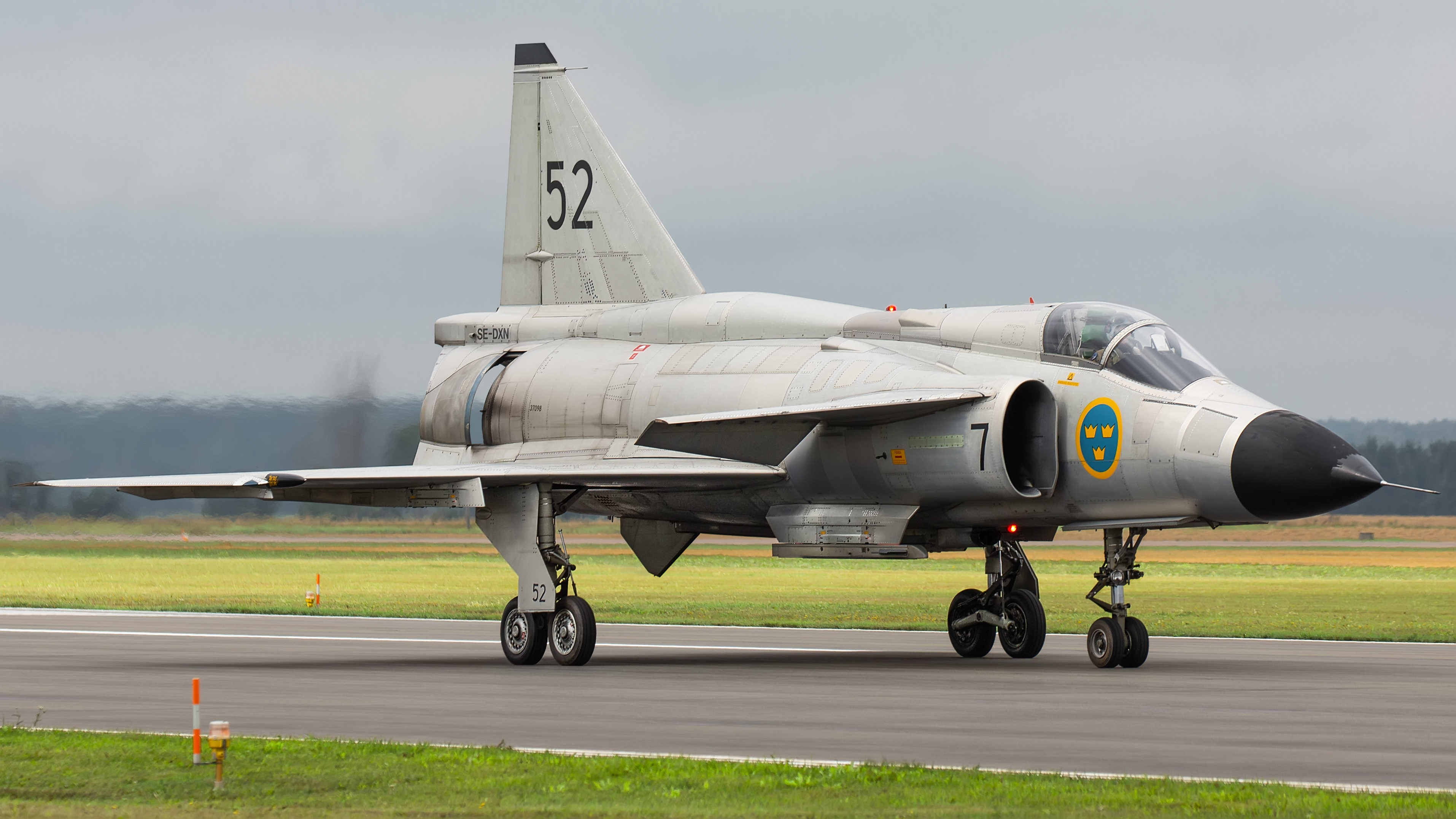
AJS37 Viggen на ежегодном авиашоу в городе Уппсала (2022)

Высоко детализированная модель самолёта доступна в авиасимуляторе FlightGear.
Данная модель доступна в играх:
- Ace Combat 2 (неиграбельный, только враги, обозначен как SF-37)
- Ace Combat X: Skies of Deception (обозначен как JA 37 Viggen)
- Ace Combat: Joint Assault
- War Thunder (Имеется как его ударная версия AJ 37 и AJS 37, так и перехватчик JA 37C, JA 37D и JA 37DI)
- Project Wingman (обозначен как SV-37)
- DCS World (Нужно докупить модуль AJS-37 Viggen). Полноценный, хорошо реализованный модуль.
- Metalstorm